# Гельта

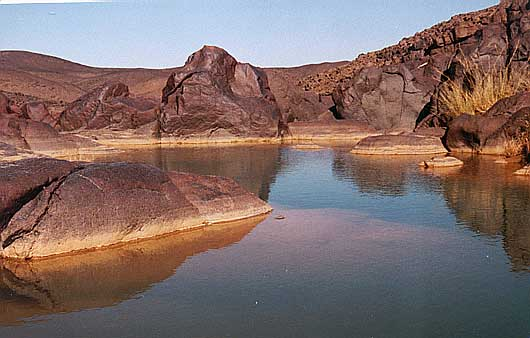
Гельта Адрар-н-Ифогас

Гельта (араб. قلتة‎; с араб. — «лужа, пруд, скалистый водоём») — особая форма естественных водоёмов на севере Африки (пустыня Сахара).
Гельтой может быть и относительно медленно испаряющаяся огромная лужа в большей частью сухом вади, образовавшаяся в результате обильного дождя, и наполненное водой естественное углубление в скалах. Существуют и постоянно наполненные водой гельты, как, например, гельта Адрар-н-Ифогас на границе Алжира и Мали или гельта Аршей в Чаде. Уровень воды в таких гельтах поддерживается за счёт подземных вод, поступающих на поверхность земли. Возле таких источников воды обычно обитает множество видов животных. В гельте Аршей и гельте Такант в Мавритании живут крокодилы.